# Adina (nombre)
Adina es un nombre hebreo que se traduce por delicia.
En la Biblia aparece en el Libro de las Crónicas como hijo de Siza de Rubén y es uno de los valientes de David.

## Personajes con este nombre
Aunque en la Biblia es nombre de varón, se usa para nombrar mujeres:
- Adina Howard, cantante estadounidense.
- Adina Bastidas, política venezolana.
- Adina Mandlová, actriz checa.

## Botánica
- El género de plantas Adina